# Kościół Świętego Błażeja w Dubrowniku

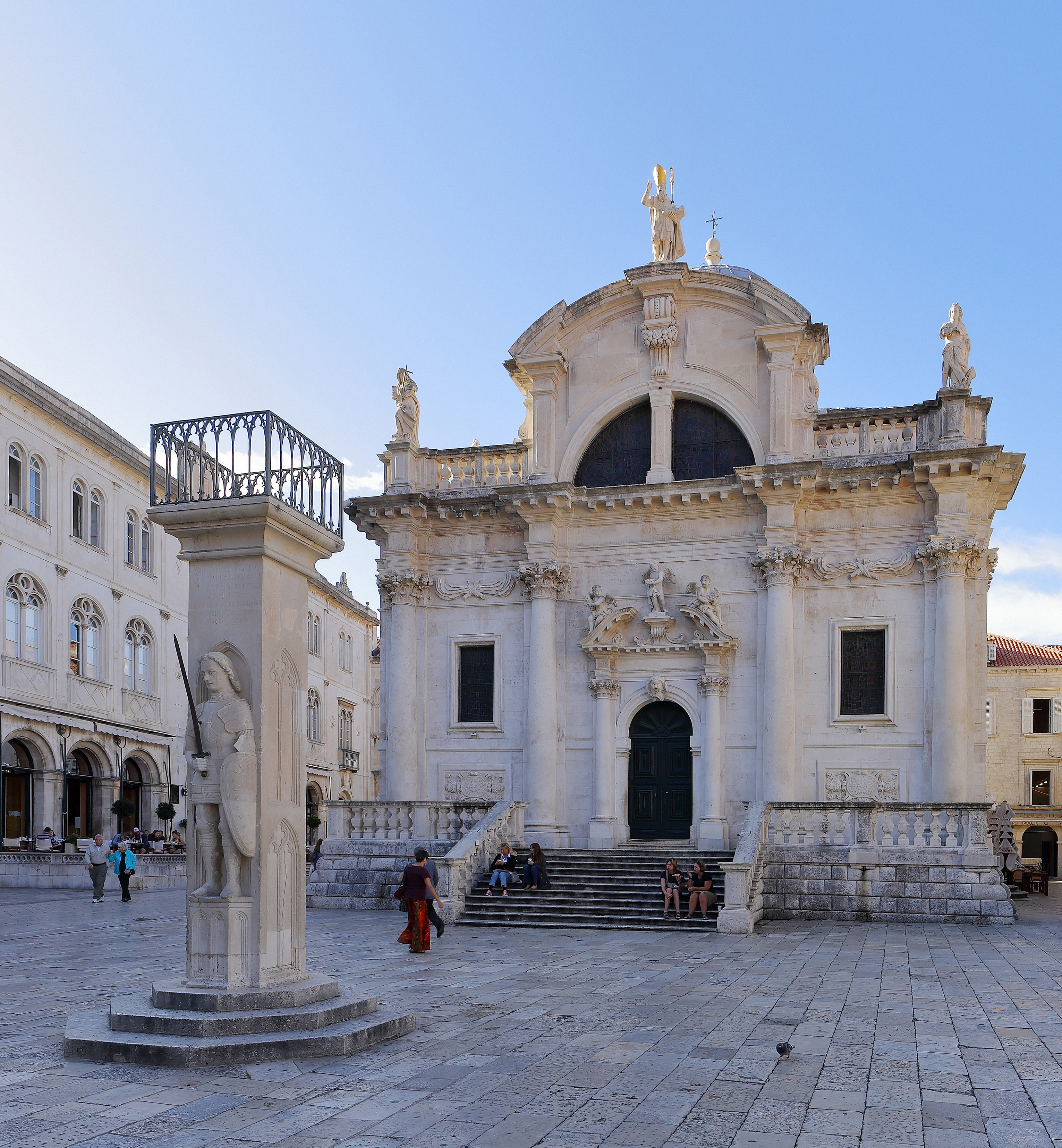

Kościół Świętego Błażeja (chorw. Crkva sv. Vlaha) – barokowy kościół na Placu Luža w Dubrowniku.
Barokowy kościół św. Błażeja, pod wezwaniem patrona miasta Dubrownika, został zbudowany na miejscu starszej romańskiej świątyni z XIV wieku. Wielokrotnie przebudowywany w wyniku zniszczeń: trzęsienia ziemi (1667 r.), pożaru w (1706 r.), trzęsienia ziemi (1979 r.). Uszkodzony w wyniku działań wojennych w czasie wojny domowej (1991–1992). Najpoważniejszym zniszczeniom uległy dach i północna fasada barokowej świątyni.
Historia kościoła w Dubrowniku sięga 26 lutego 1348 roku, kiedy to podjęło decyzję o budowie kościoła św. Błażeja na Platea Communis, w miejscu, gdzie współcześnie znajduje się świątynia – naprzeciw ratusza miejskiego. Budowa nowego kościoła pod wezwaniem patrona miasta wyrażała polityczne aspiracje Dubrowniczan  i uzyskanie niepodległości od Republiki Weneckiej. Kamien węgielny pod budowę świątyni położył arcybiskup Dubrownika Ilija Saraka.
Aktualny kształt i wyposażenie świątynia uzyskała w wyniku odbudowy po pożarze (1706 r.). Odbudowa świątyni (1706–1715) przebiegała według planów weneckiego budowniczego Marina Gropelliego. Kościół posiada bogato zdobioną fasadę z portalem z szerokimi kolumnami. Centralna przestrzeń kościoła sklepiona jest kopułą. W głównym ołtarzu, wykonanym z marmuru, znajduje się rzeźba św. Błażeja. Figura świętego pochodzi z XV wieku. Święty Błażej wyobrażony jako siedząca postać w biskupich szatach, która trzyma w rękach makietę miasta sprzed trzęsienia ziemi w 1667 roku. Rzeźba przetrwała wszystkie zniszczenia. Głównym świętem świątyni jest odpust parafialny obchodzony 3 lutego, w dniu liturgicznego wspomnienia św. Błażeja.